# Weststellingwerf
Weststellingwerf est une commune néerlandaise de la Frise.